# Рогиня
Рогиня (укр. Рогиня) — село в Городенковской городской общине Коломыйского района Ивано-Франковской области Украины.
Население по переписи 2001 года составляло 497 человек. Занимает площадь 7,815 км². Почтовый индекс — 78150. Телефонный код — 03430.